# Залізничний вокзал (Жмеринка)

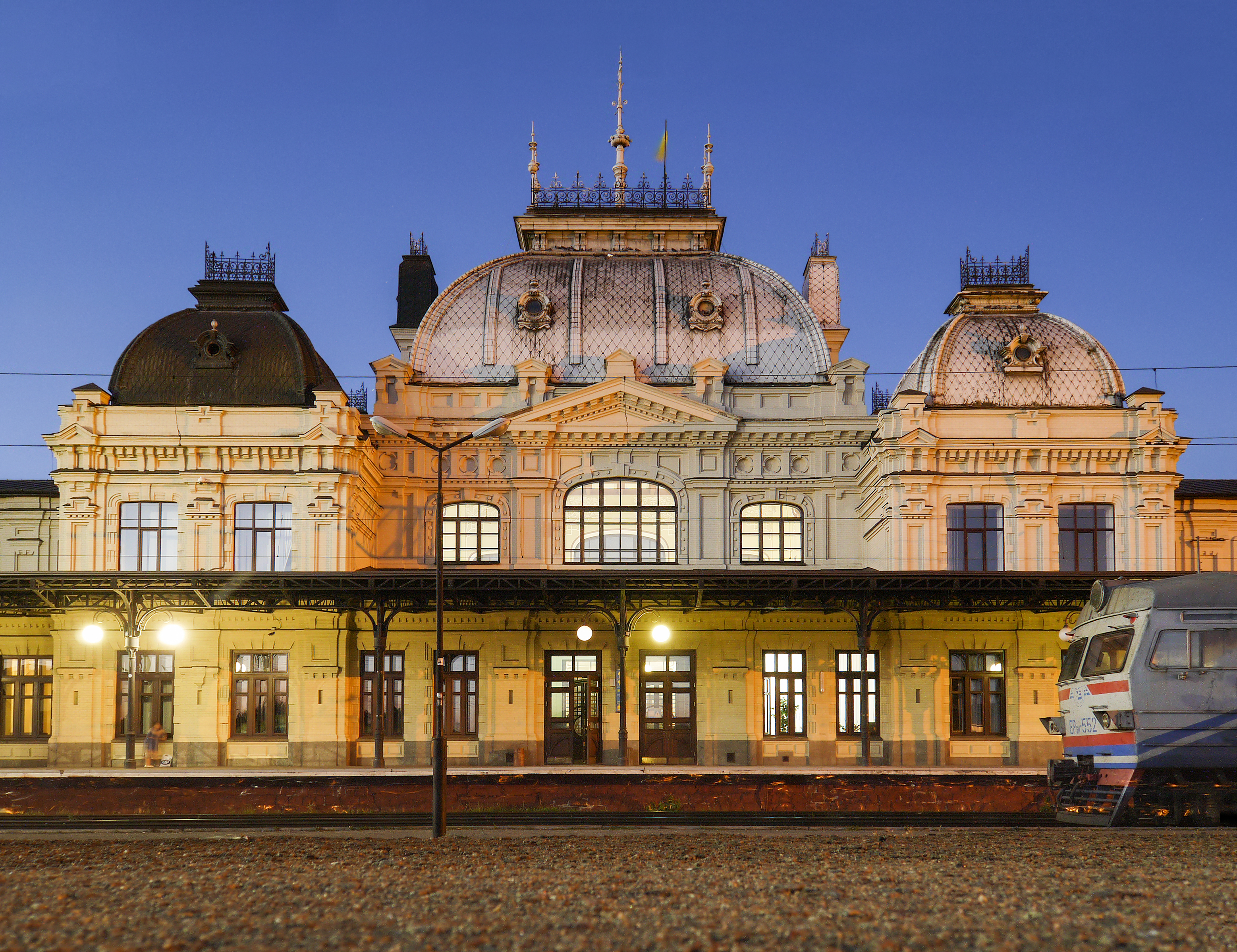
Залізничний вокзал

Залізничний вокзал у Жмеринці, або Жмеринський залізничний вокзал — пам'ятка архітектури місцевого значення в Україні, розташована на залізничній станції в м. Жмеринка Вінницької области. Один із найбільших і найкрасивіших в Україні. Побудований в 1899—1904 рр. архітекторами Зиновієм Журавським і Валеріяном Риковим, поєднує мотиви модерну і неоренесансу (українського модерну).

## Відомості

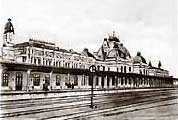
Вокзал у 1913 році

Споруджений на території дубового пралісу.
Основним автором проєкту був Зиновій Журавський, київський інженер-архітектор, який працював у службі колії, а співавторами Валеріян Риков, Іван Бєляєв.
Споруду часто порівнюють із кораблем, який прямує до моря. На думку журналістів (зокрема, Лесі Кесарчук із газети «День», Людмили Осадчої зі «Жмеринка.City») Зіновій Журавський спроєктував вокзал у вигляді корабля, що пливе до Чорного моря. Жмеринка найбільше відома саме завдяки своєму залізничному вузлу і вокзалу, який є одним із найпоказовіших вокзалів України. Має складне планування. В архітектурі будівлі поєднано мотиви модерну і ренесансу (цей стиль називають українським модерном). За деякими даними, фактично став однією з перших споруд, побудованих у стилі, який згодом отримав назву український модерн — в архітектурно-декоративних формах поєднували стилістичні способи класики та модерну.
Вокзал споруджували в 1899—1904 роках. Урочисте відкриття будівлі відбулося 1 вересня 1904 року. Був невеликий, але багато прикрашений «царський зал» з окремим виходом на платформу. У більшовицько-радянські часи споруда втратила багато елементів декору.
Під час Українських визвольних змагань тут перебував головний отаман Симон Петлюра. Пізніше у приміщенні вокзалу деякий час містився штаб Григорія Котовського.
У 2011 розпочалися реставраційні роботи, які тривали два роки.
Станом на 2024 рік пам'ятка архітектури обнесена магазинами і мафами, чим спотворює візуальне сприйняття споруди.

## Галерея

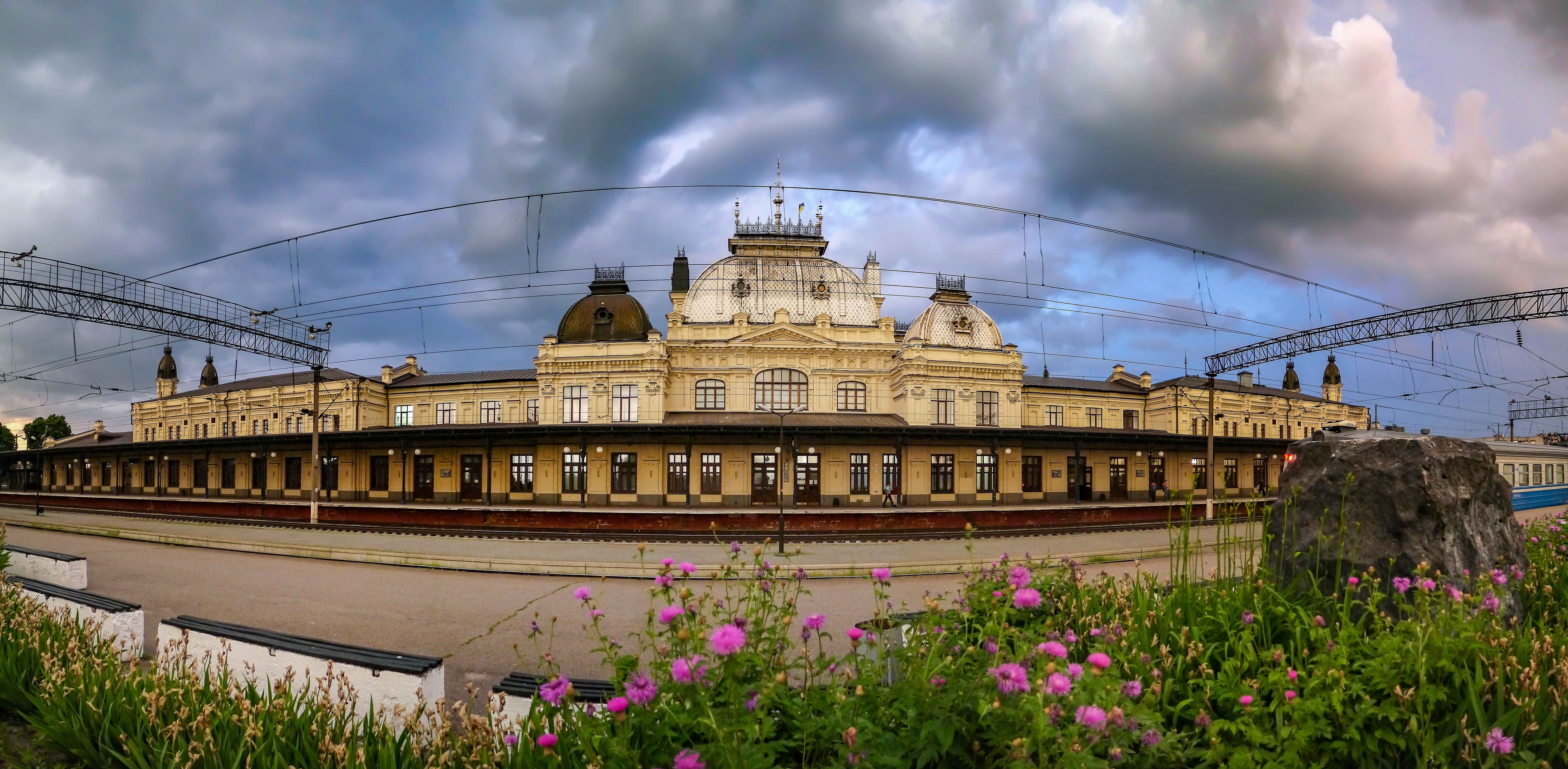
Вигляд із колій (2021)
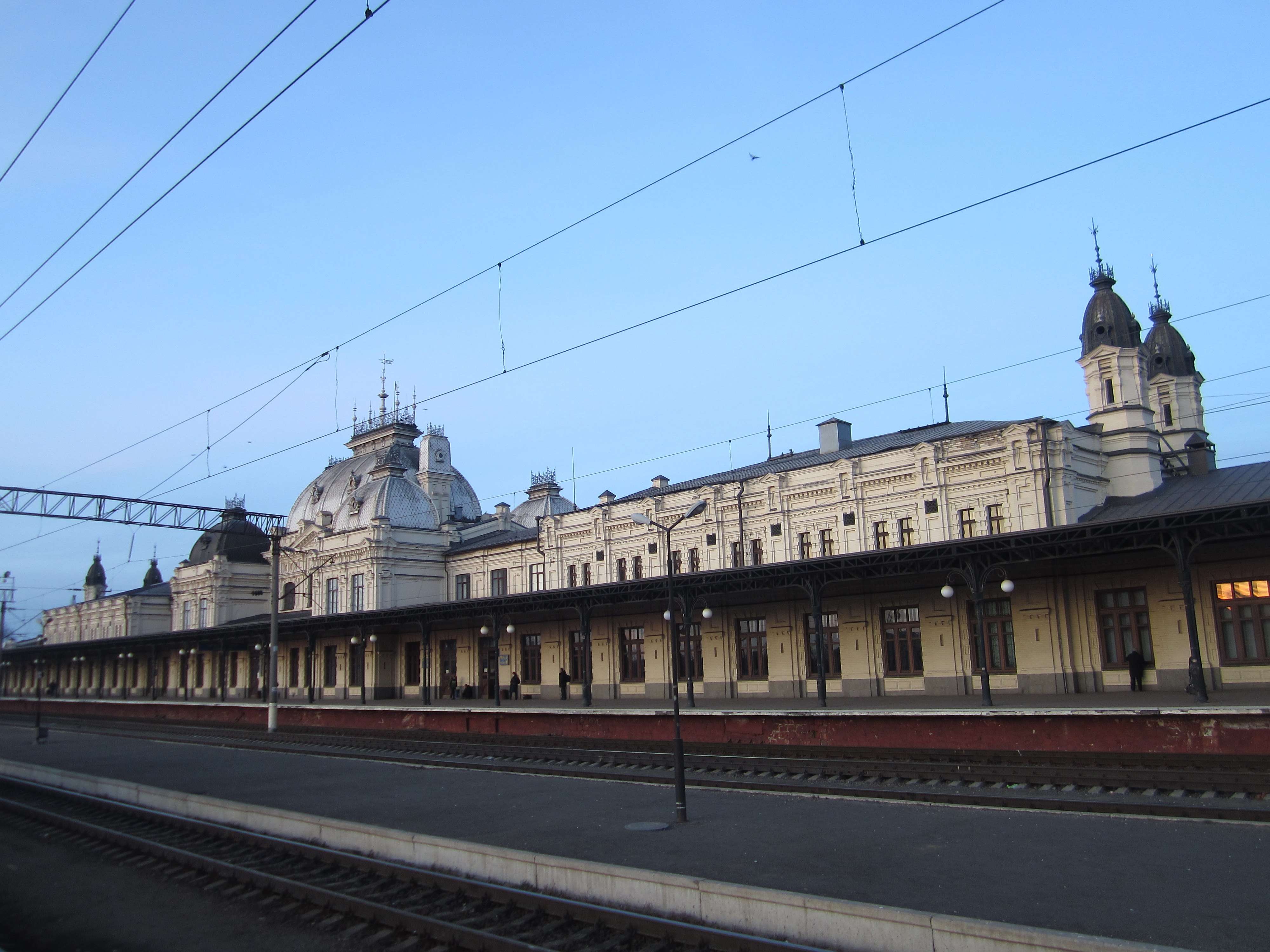
Вигляд із колій (2019)
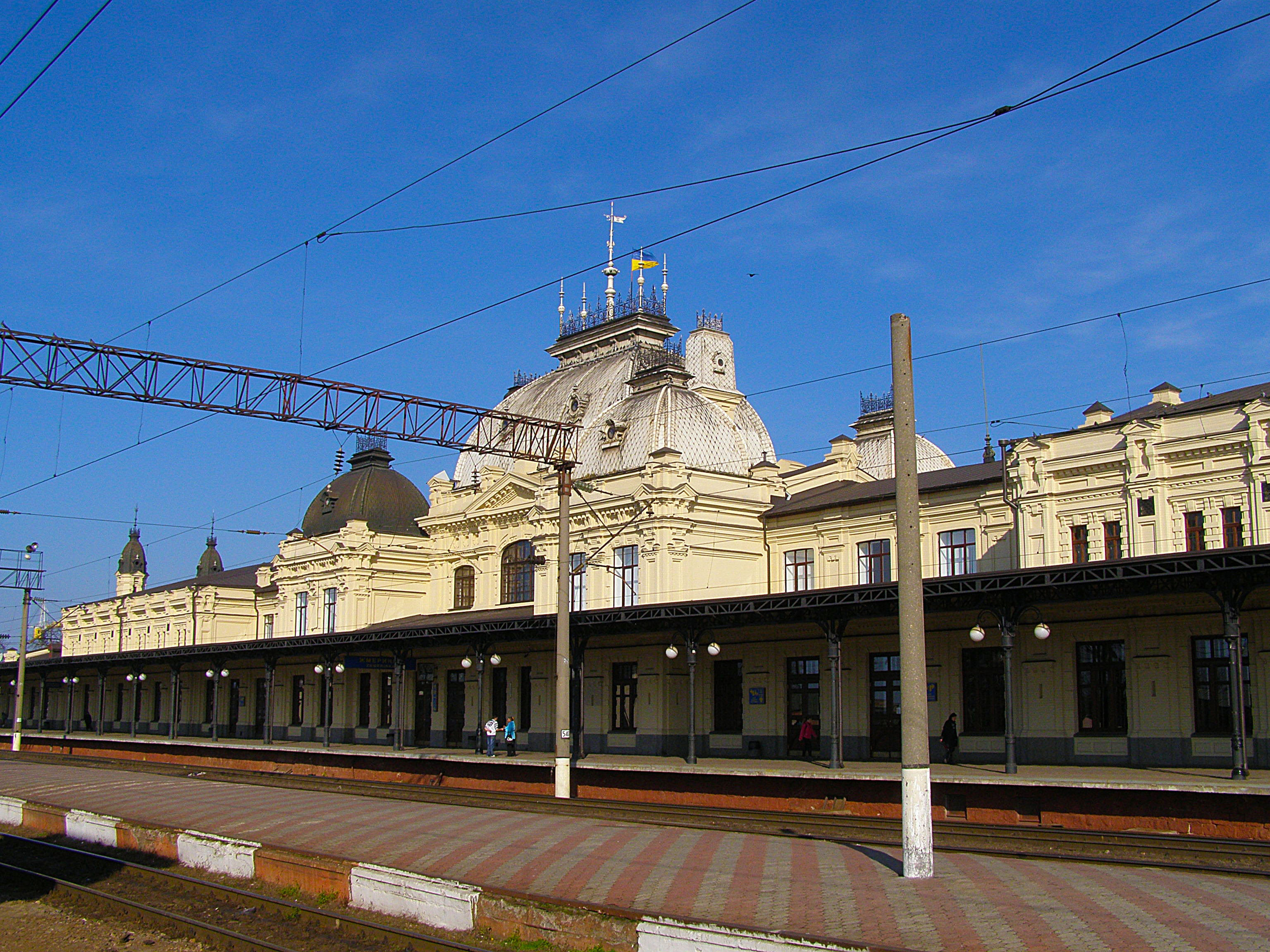
Вигляд із колій (2013)
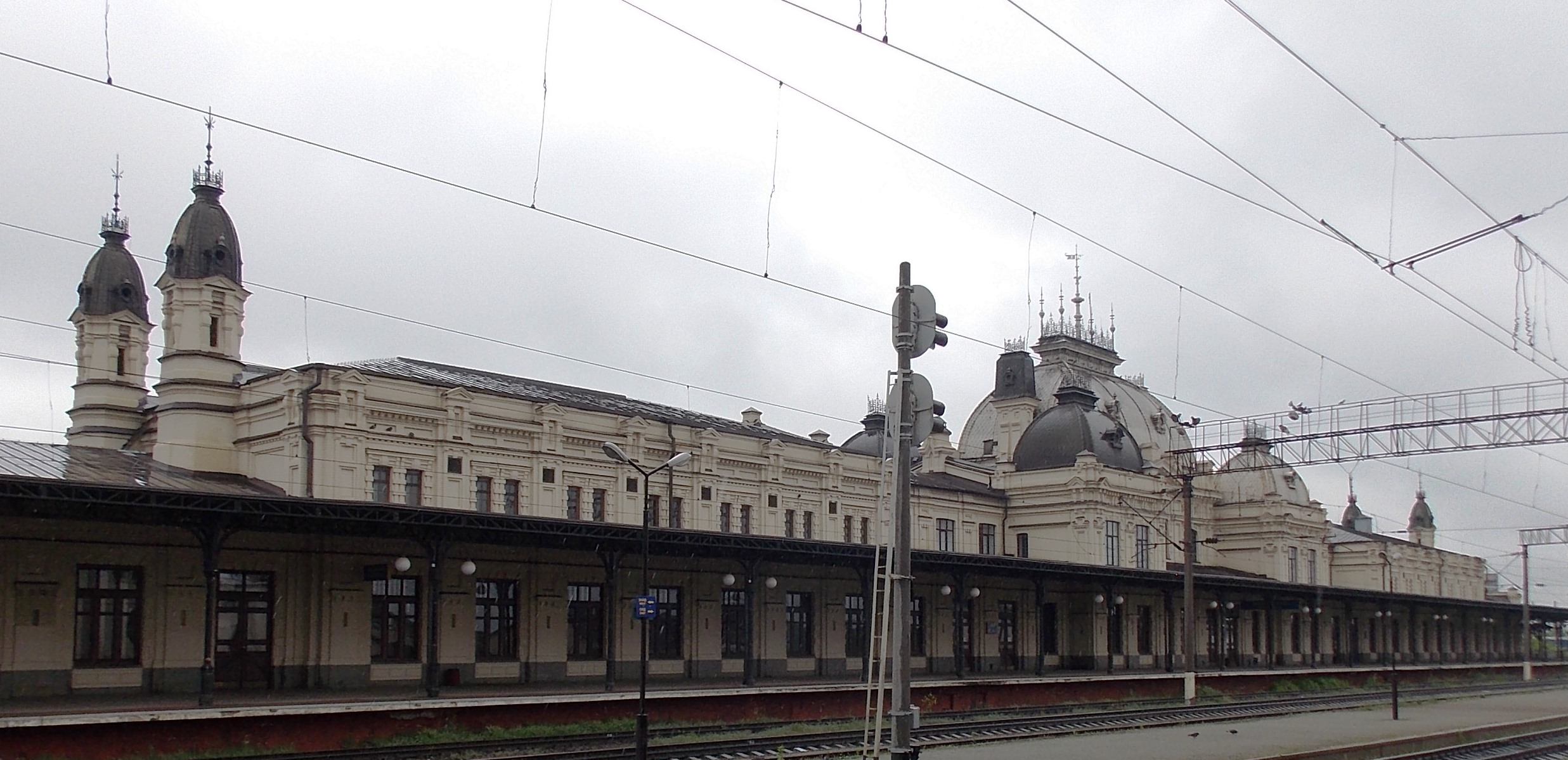
Вигляд із колій (2012)
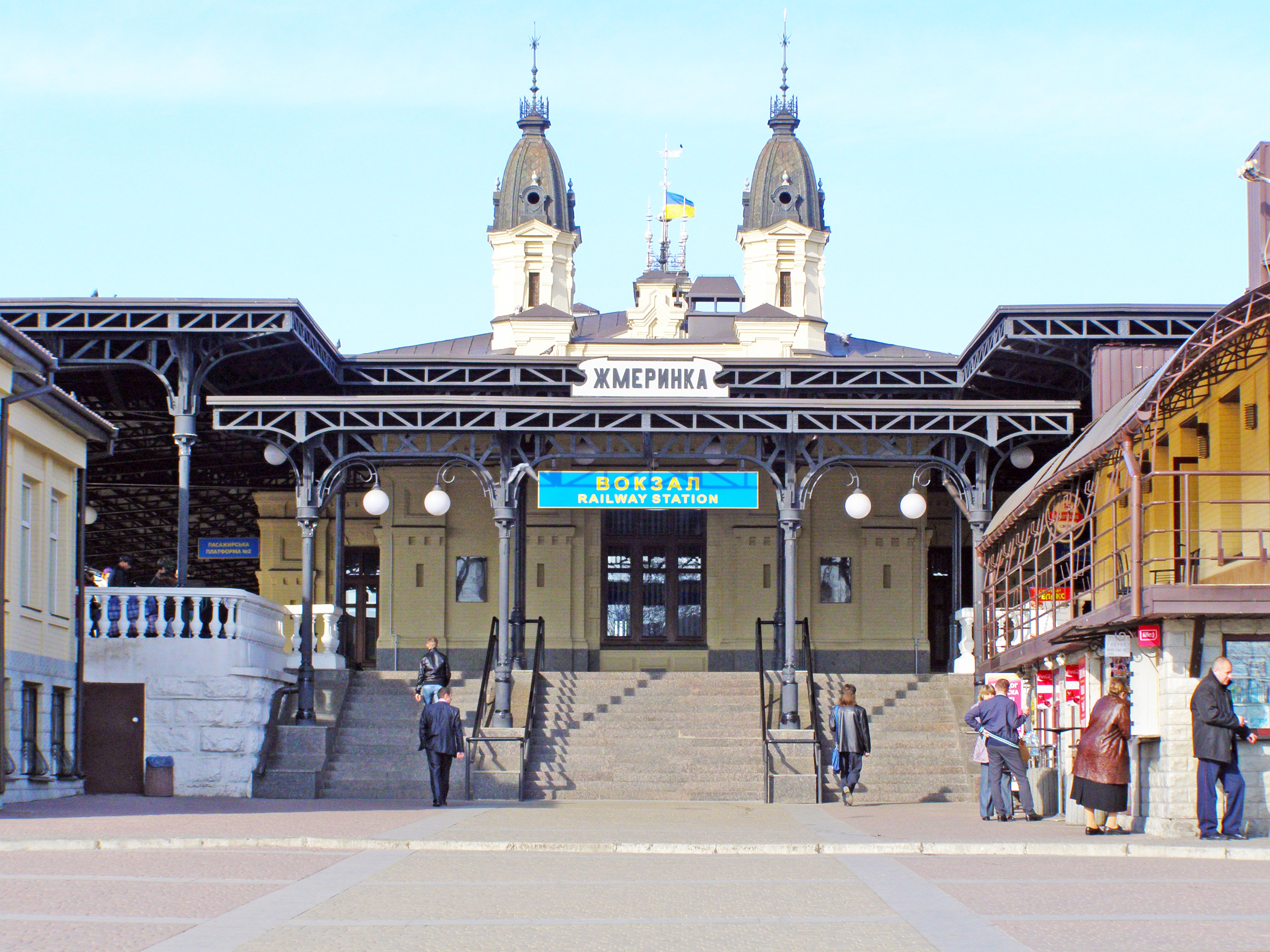
Вихід на І та ІІ перони. Вигляд з Привокзальної площі